# 科爾本峰
46°46′22″N 11°08′52″E / 46.77278°N 11.14778°E
科爾本峰（義大利語：Kolbenspitze），是意大利的山峰，位於該國東北部，由博爾扎諾-南蒂羅爾自治省負責管轄，屬於奧茨塔爾阿爾卑斯山脈的一部分，海拔高度2,868米。